# Vergerette à feuilles segmentées
Erigeron compositus
Espèce
Classification APG II (2003)
La vergerette à feuilles segmentées (Erigeron compositus) est une espèce de plantes à fleurs du genre Erigeron appartenant à la famille des Asteraceae que l'on rencontre du nord-ouest de l'Amérique du Nord, au Groenland, dans les régions arctiques et dans l'Extrême-Orient russe.

## Taxonomie
L'espèce Erigeron compositus a été décrite par Frederick Traugott Pursh dans Flora Americae Septentrionalis; 2: 535. 1814 [1813].
Synonymes
- Cineraria lewisii Richardson
- Erigeron gormanii Greene
- Erigeron multifidus Rydb.
- Erigeron multifidus var. discoideus (A.Gray) Rydb.
- Erigeron multifidus var. incertus A.Nelson
- Erigeron pedatus Nutt.
- Erigeron trifidus var. discoideus (A.Gray) A.Nelson
- Erigeron trifidus var. prasinus J.F.Macbr. & Payson[2]

## Description
Cette plante vivace atteint une taille de 5 à 15 cm de hauteur. Ses racines simples sont relativement grosses et courtes, avec des tiges dressées. Les feuilles, majoritairement basales et sempervirentes, sont spatulées à ovales-spatulées et mesurent 5-50 × 4–12 mm, avec des bords lobés. Ses involucres mesurent 10,5 × 20,8 mm. Les fleurs se présentent en bractées de deux à trois séries avec des corolles blanches ou de couleur blanc rosâtre, mesurant entre 6 et 12 mm. Nombre de chromosomes: 2 n = 18, 36, 45, 54.

## Habitat
Erigeron compositus apprécie les prés subalpins, les talus et les éboulis rocheux.

## Bibliographie

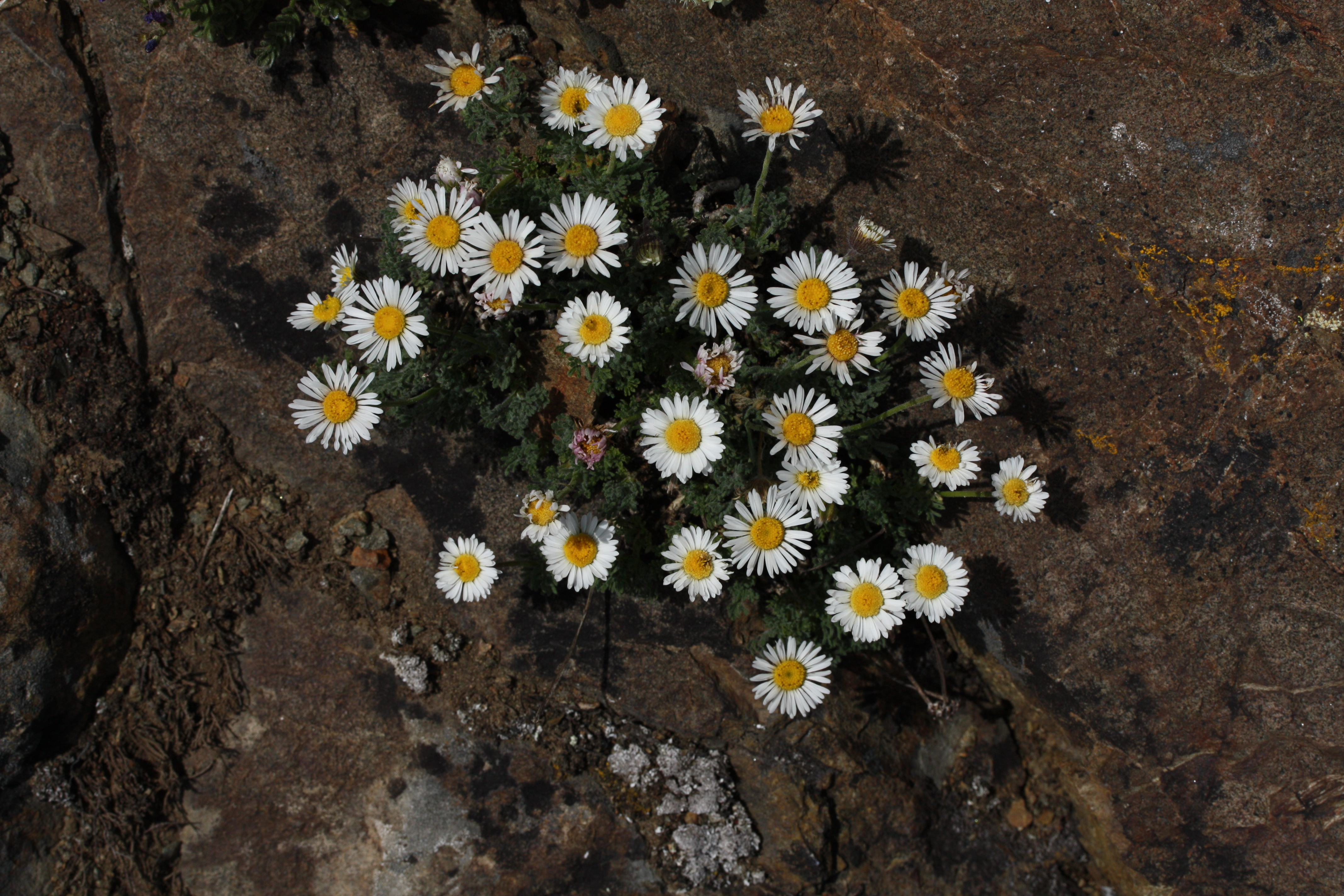
Habitat